# Condove
Condove (arpità Kundòve) és un municipi italià, situat a la ciutat metropolitana de Torí, a la regió del Piemont. L'any 2007 tenia 4.259 habitants. Està situat a la Vall de Susa, una de les Valls arpitanes del Piemont. Limita amb els municipis de Borgone Susa, Bruzolo, Caprie, Chiusa di San Michele, Lemie, Rubiana, San Didero, Sant'Antonino di Susa, Usseglio, Vaie i Viù.

## Administració
| Període | Identitat          | Partit        |
| ------- | ------------------ | ------------- |
| 2004-   | Barbara Debernardi | Llista cívica |